# Hallenhockey-Europameisterschaft der Herren 2018
Die Hallenhockey-Europameisterschaft der Herren 2018 war die 18. Auflage der Hallenhockey-EM der Herren. Sie fand vom 12. bis 14. Januar in Antwerpen statt, acht Mannschaften nahmen daran teil. Sieger wurde die Österreichische Nationalmannschaft, die im Endspiel die Belgier im Penaltyschießen mit 2:1 bezwingen konnte; nach Ende der regulären Spielzeit hatte es 4:4 gestanden.

## Vorrunde

### Gruppe A
| Team 1      | Team 2      | Ergebnis   | Spielbericht |
| ----------- | ----------- | ---------- | ------------ |
| Polen       | Dänemark    | 10:3 (2:2) | Link         |
| Deutschland | Tschechien  | 8:1 (3:0)  | Link         |
| Tschechien  | Dänemark    | 9:1 (5:0)  | Link         |
| Polen       | Deutschland | 1:8 (0:4)  | Link         |
| Deutschland | Dänemark    | 7:1 (4:1)  | Link         |
| Tschechien  | Polen       | 2:3 (0:2)  | Link         |

Tabelle
|    | Land        | Spiele | S | U | N | Tore  | Diff. | Punkte |
| -- | ----------- | ------ | - | - | - | ----- | ----- | ------ |
| 1. | Deutschland | 3      | 3 | 0 | 0 | 23:3  | +20   | 9      |
| 2. | Polen       | 3      | 2 | 0 | 1 | 14:13 | +1    | 6      |
| 3. | Tschechien  | 3      | 1 | 0 | 2 | 12:12 | ±0    | 3      |
| 4. | Dänemark    | 3      | 0 | 0 | 3 | 5:26  | −21   | 0      |

### Gruppe B
| Team 1     | Team 2     | Ergebnis   | Spielbericht |
| ---------- | ---------- | ---------- | ------------ |
| Österreich | Schweiz    | 10:3 (2:2) | Link         |
| Russland   | Belgien    | 1:5 (1:2)  | Link         |
| Russland   | Österreich | 2:2 (0:0)  | Link         |
| Schweiz    | Belgien    | 1:2 (1:2)  | Link         |
| Schweiz    | Russland   | 3:4 (1:3)  | Link         |
| Österreich | Belgien    | 3:3 (3:2)  | Link         |

Tabelle
|    | Land       | Spiele | S | U | N | Tore | Diff. | Punkte |
| -- | ---------- | ------ | - | - | - | ---- | ----- | ------ |
| 1. | Belgien    | 3      | 2 | 1 | 0 | 10:5 | +5    | 7      |
| 2. | Österreich | 3      | 1 | 2 | 0 | 10:5 | +5    | 5      |
| 3. | Russland   | 3      | 1 | 1 | 1 | 7:10 | −3    | 4      |
| 4. | Schweiz    | 3      | 3 | 0 | 0 | 4:11 | −7    | 0      |

## Abstiegsrunde
Die Mannschaften, die die Vorrunde als Dritte oder Vierte beendeten, wurden in eine Gruppe C eingeteilt. Sie nahmen das Ergebnis (Tore, Punkte) aus der Vorrunde mit, das sie gegen den ebenfalls eingeteilten Gegner erreichten. Die zwei Spiele bestritten sie gegen die anderen beiden Gruppenmitglieder.
Die letzten beiden stiegen in die „B-EM 2020“ ab.
Gruppe C
| Team 1     | Team 2   | Ergebnis  | Spielbericht |
| ---------- | -------- | --------- | ------------ |
| Tschechien | Dänemark | 9:1 (5:0) | Link         |
| Schweiz    | Russland | 3:4 (1:3) | Link         |
| Dänemark   | Schweiz  | 3:6 (3:2) | Link         |
| Tschechien | Russland | 4:3 (1:3) | Link         |

|    | Land       | Spiele | S | U | N | Tore  | Diff. | Punkte |
| -- | ---------- | ------ | - | - | - | ----- | ----- | ------ |
| 5. | Tschechien | 3      | 3 | 0 | 0 | 17:6  | +11   | 9      |
| 6. | Russland   | 3      | 2 | 0 | 1 | 12:9  | +3    | 6      |
| 7. | Schweiz    | 3      | 1 | 0 | 2 | 11:11 | ±0    | 3      |
| 8. | Dänemark   | 3      | 0 | 0 | 3 | 6:20  | −14   | 0      |

## Finalspiele
Halbfinale
| Team 1      | Team 2     | Ergebnis             | Spielbericht |
| ----------- | ---------- | -------------------- | ------------ |
| Belgien     | Polen      | 7:3 (3:0)            | Link         |
| Deutschland | Österreich | 2:2 (2:2), 3:4 n. P. | Link         |

Spiel um Platz 3
| Team 1 | Team 2      | Ergebnis  | Spielbericht |
| ------ | ----------- | --------- | ------------ |
| Polen  | Deutschland | 8:9 (1:5) | Link         |

Endspiel
| Team 1  | Team 2     | Ergebnis             | Spielbericht |
| ------- | ---------- | -------------------- | ------------ |
| Belgien | Österreich | 4:4 (1:3), 1:2 n. P. | Link         |